# Bifax
Bifax is een monotypisch geslacht van straalvinnige vissen uit de familie van kikvorsvissen (Batrachoididae).

## Soort
- Bifax lacinia Greenfield, Mee & Randall, 1994